# The Aces (bluesband)
The Aces was een van de vroegste en meest invloedrijke van de elektrische Chicago bluesbands in de jaren 1950, onder leiding van de gitaristenbroers Louis en Dave Myers, inwoners van Byhalia, Mississippi. De broers traden oorspronkelijk op als de Little Boys. Met de toevoeging van de mondharmonicaspeler Junior Wells, noemden ze zichzelf The Three Deuces en vervolgens The Three Aces. Met de aanstelling van de drummer Fred Below in 1950 werden ze de Four Aces en ten slotte de Aces. Voor een groot deel beïnvloed door jazz, ontwikkelden ze een urbane, verfijnde stijl die zijn tijd ver vooruit was. In het bijzonder leidden de verfijnde ritmes van Below tot de opkomst van de blues shuffle-beat en hielpen ze de drums naar een nieuw aanzien in bluesbands te brengen.

## Bezetting
- Louis Myers[4] (zang, gitaar, basgitaar, mondharmonica)
- Dave Myers[5] (gitaar, basgitaar)
- Fred Below[6] (drums)
- Junior Wells (mondharmonica)

## Geschiedenis
In 1952 stopte Wells om zich bij de Muddy Waters-band aan te sluiten, waarmee hij de vacature vervulde die ontstond door het recente vertrek van Little Walter uit die band. Walter contracteerde snel de overgebleven Aces als zijn nieuwe begeleidingseenheid en hernoemde het trio de Jukes om te profiteren van zijn huidige hitsingle Juke. Er volgde een reeks baanbrekende opnames, zoals Mean Old World, Sad Hours, Off the Wall en Tell Me Mama, totdat Louis Myers de band in 1954 verliet. De resulterende geleidelijke ontbinding van de Jukes als de band van Little Walter bevrijdde de leden om te hervormen als achtergrondband voor andere Chicago-bluesmuzikanten, waaronder Otis Rush, Eddie Boyd en anderen. Eind jaren 1950 schakelde Dave Myers over van gitaar naar de elektrische bas en werd hij een van de eerste Chicago-bluesmannen die dit relatief nieuwe instrument adopteerde en hielp het populair te maken in de Chicago-blues. In de jaren 1960, 1970 en 1980 werden de oorspronkelijke Aces periodiek herenigd voor opnamen, rondleidingen en festivaloptredens.